# Segundo Concílio de Braga

O Segundo Concílio de Braga foi um concílio realizado em Braga, a 18 de janeiro do ano de 572 e presidido por Martinho de Dume, com o intuito de aumentar o número de bispos na região da Galécia, então controlada por Suevos.

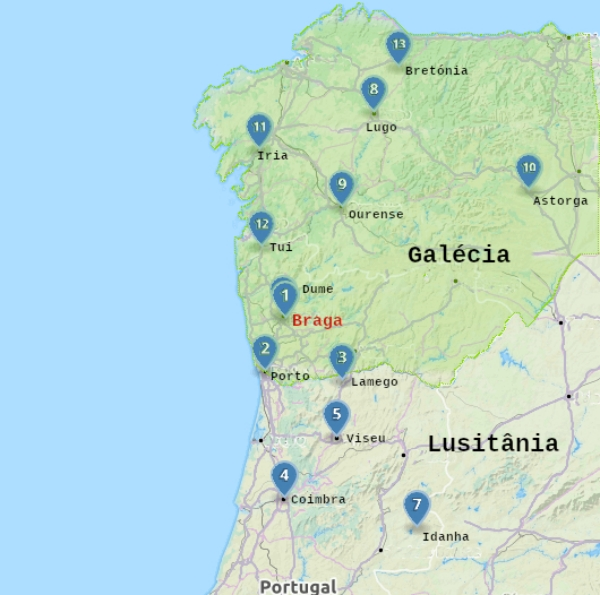
Dioceses do segundo concílio de Braga

- 1 et 6. Martinho, Bracarensis metropolitane eclesie episcopus — bispo de Braga (Bracara) e de Dume (Dumium);
- 2. Viador, Magnetensis eclesiae episcopus — Meinedo, em Lousada;
- 3. Sardinário, Lamicensis eclesiae episcopus — Lamego;
- 4. Lucêncio, Columbrigensis eclesiae episcopus — Conímbriga, em Coimbra;
- 5. Remisol, Bisensis eclesie episcopus — Viseu (Biseo[2]);
- 7. Adorice, Getane eclesiae episcopus — Egitania (Idanha-a-Velha);
- 8. Nitigis, Lucensis metropolitanus episcopus eclesie — Lugo;
- 9. Vitímero, Auriensis eclesiae episcopus — Ourense (Auriense);
- 10. Pulêmio, Asturicensis eclesiae episcopus — Astorga;
- 11. André, Heresis eclesiae episcopus — Iria;
- 12. Anila, Tudens eclesie episcopus — Tui;
- 13. Mailoco, Brittinorum eclesiae episcopus — Bretonha (Britonia), na Pastoriça.[3][4]

O concílio foi assistido por doze bispos e, depois de terem sido re-lidos e re-afirmados os éditos do Primeiro Concílio de Braga, foram promulgados dez decretos:
- (1) Durante a visita pastoral, os bispos devam verificar de que forma os párocos celebram a missa, o baptismo e os sacramentos, agradecendo a Deus se o fizessem de forma correta e instruindo-os se encontrassem irregularidades, obrigando também todos os catecúmenos a seguir os ensinamentos durante vinte dias antes do baptismo;
- (2) O bispo não deveria ser um tirano para os seus párocos, limitando o dinheiro que poderia pedir às paróquias, e os serviços que pode exigir dos seus inferiores hierárquicos;
- (3-4) Não deve ser exigida qualquer taxa pelos sacramentos cristãos, sendo os clérigos escolhidos pelo mérito e não pelas suas dádivas à Igreja, instituindo-se que o crisma é dado gratuitamente;
- (5-6) O bispo não deve pedir uma taxa por consagrar uma igreja, que nenhuma igreja seja consagrada sem estar dotada de pároco e que não seja consagrada nenhuma igreja privada, apenas com o intuito dela tirar rendimento;
- (7) O baptismo deverá ser isento de pagamento involuntário ou coagido, realçando-se a necessidade de o administrar a crianças pobres.
- (8) Qualquer clérigo que acusar alguém de falta de castidade sem duas ou três testemunhas deva ser excomungado;
- (9) O Metropolita deva anunciar a data da Páscoa, e tal deve ser anunciado ao povo depois do Natal, para que todos estivessem preparados para o início da Quaresma, quando as ladainhas seriam recitadas por três dias, no terceiro dia, o jejum quaresmal deve ser anunciado após a missa;
- (10) Qualquer um que celebra a missa sem jejum (como muitos faziam em função de tendências priscialianitas), deve ser removido do cargo.[5]

No concílio participaram os bispos da Galécia e de parte da Lusitânia. O concílio foi confirmado pelo papa Inocêncio III.